# Pogonodon
Pogonodon is een geslacht van uitgestorven katachtige roofdieren uit de familie Nimravidae. Dit dier leefde tijdens het Oligoceen en Mioceen in Noord-Amerika en Eurazië.
Pogonodon behoorde tot de rijke diversiteit aan nimraviden die tijdens het Oligoceen op de boomsavannes van Noord-Amerika voorkwam, naast bekende vormen als Nimravus, Dinictis, Hoplophoneus en Eusmilus.
Toen de nimraviden grotendeels uitstierven op de noordelijke continenten, overleefde Pogonodon in enkele bosgebieden in Europa. Fossielen zijn gevonden in het Oekraïense Grebnicki en Pogonodon maakte hier deel uit van een Afrikaans aandoende fauna met neushoorns, paarden, giraffen, gazellen, katachtigen, slurfdieren, aardvarkens en struisvogels.

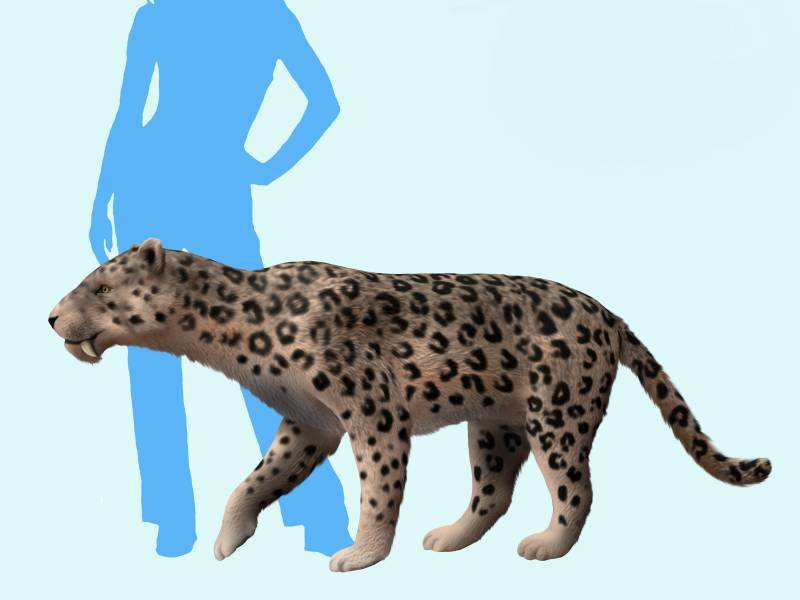